# Lie Lie Live
Lie Lie Live è il primo EP del cantautore statunitense Serj Tankian, pubblicato il 24 giugno 2008 esclusivamente sull'iTunes Store.

## Descrizione
Contiene due brani eseguiti dal vivo e tre remix di cui i primi due sono presenti rispettivamente nei singoli Empty Walls e Sky Is Over.

## Tracce
1. Lie Lie Lie (Live from MySpace's The List) – 3:48
2. The Unthinking Majority (Live from MySpace's The List) – 3:53
3. Empty Walls (Victorious Club Mix) – 5:45
4. Sky Is Over (Fawk Yeah Remix) – 3:39
5. Empty Walls (Dub Remix) – 4:01

## Formazione
- Serj Tankian – voce, remix (traccia 5)
- Dan Monti – chitarra ritmica e cori (tracce 1 e 2)
- Larry "Ler" LaLonde – chitarra solista e cori (tracce 1 e 2)
- Mario Pagliarulo – basso e cori (tracce 1 e 2)
- Erwin Khachikian – tastiera (tracce 1 e 2)
- Troy Zeigler – batteria (tracce 1 e 2)
- DJ Lethal – remix (traccia 3)
- DJ C-Minus – remix (traccia 4)